# Loxicephala linguifera
Loxicephala linguifera är en insektsart som beskrevs av Marius Descamps 1977. Loxicephala linguifera ingår i släktet Loxicephala och familjen Thericleidae. Inga underarter finns listade i Catalogue of Life.